# L'Alouette et ses petits, avec le maître d'un champ
L'Alouette et ses petits, avec le maître d'un champ est la vingt-deuxième fable du livre IV de Jean de La Fontaine situé dans le premier recueil des Fables de La Fontaine, édité pour la première fois en 1668.
Ne t'attends qu'à toi seul : c'est un commun proverbe.

                  Voici comme Esope le mit

                                       En crédit :

  Les alouettes font leur nid

                   Dans les blés, quand ils sont en herbe,

              C'est-à-dire environ le temps

Que tout aime et que tout pullule dans le monde ,

                   Monstres marins au fond de l'onde,

Tigres dans les forêts, alouettes aux champs.

                   Une pourtant de ces dernières

Avait laissé passer la moitié d'un printemps

Sans goûter le plaisir des amours printanières.

À toute force enfin elle se résolut

D'imiter la nature, et d'être mère encore.

Elle bâtit un nid, pond, couve et fait éclore,

A la hâte : le tout alla du mieux qu'il put.

Les blés d'alentour mûrs avant que la nitée 

                    Se trouvât assez forte encor

                    Pour voler et prendre l'essor,

De mille soins divers l'alouette agitée

S'en va chercher pâture, avertit ses enfants

D'être toujours au guet et faire sentinelle.

                    «Si le possesseur de ces champs

Vient avecque son fils (comme il viendra) , dit-elle,

              Ecoutez bien : selon ce qu'il dira

                     Chacun de nous décampera.»

Sitôt que l'alouette eût quitté sa famille

Le possesseur du champ vient avecque son fils.

« Ces blés sont mûrs, dit-il, allez chez nos amis

Les prier que chacun, apportant sa faucille,

Nous vienne aider demain dès la pointe du jour.»

                     Notre alouette de retour

                     Trouve en alarme sa couvée.

L'un commence : « Il a dit que, l'aurore levée,

L'on fît venir demain ses amis pour l'aider....

- S'il n'a dit que cela, repartit l'alouette,

Rien ne nous presse encor de changer de retraite ;

Mais c'est demain qu'il faut tout de bon écouter.

Cependant soyez gais; voilà de quoi manger.»

Eux repus, tout s'endort, les petits et la mère.

L'aube du jour arrive, et d'amis point du tout.

L'alouette à l'essor, le maître s'en vient faire

                    Sa ronde ainsi qu'à l'ordinaire.

«Ces blés ne devraient pas, dit-il, être debout.

Nos amis ont grand tort, et tort qui se repose

Sur de tels paresseux, à servir ainsi lents.

                     Mon fils, allez chez nos parents

                     Les prier de la même chose.»

L'épouvante est au nid plus forte que jamais.

« Il a dit ses parents, mère, c'est à cette heure...

                      Non, mes enfants ; dormez en paix :

                      Ne bougeons de notre demeure.»

L'alouette eut raison, car personne ne vint.

Pour la troisième fois, le maître se souvint

De visiter ses blés. «Notre erreur est extrême,

Dit-il,de nous attendre à d'autres gens que nous.

Il n'est meilleur ami ni parent que soi-même.

Retenez bien cela, mon fils. Et savez-vous

Ce qu'il faut faire ? Il faut qu'avec notre famille

Nous prenions dès demain chacun une faucille :

C'est là notre plus court; et nous achèverons

                       Notre moisson quand nous pourrons.»

Dès lors que ce dessein fut su de l'alouette :

«C'est ce coup  qu'il est bon de partir, mes enfants.»

                        Et les petits, en même temps,

                        Voletants, se culebutants,

                        Délogèrent tous sans trompette.
— Jean de La Fontaine, Fables de La Fontaine, L'Alouette et ses petits, avec le maître d'un champ